# Si te vas (Shakira)
Si te vas è un singolo promozionale della cantante colombiana Shakira, pubblicato nel 1998 come estratto dal quarto album in studio ¿Dónde están los ladrones?.

## Descrizione
Il brano esprime i sentimenti di una donna lasciata dal proprio amato.

## Tracce
1. Si te vas – 3:30